# Fensterbau

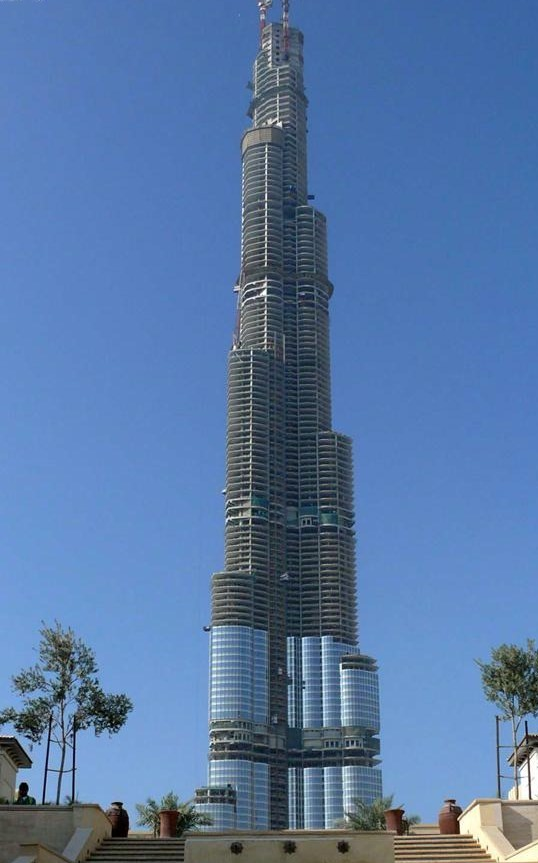
Vorhangfassade des Burj Dubai im Bau

Schnitt eines Fenstereinbaus nach RAL-Montage

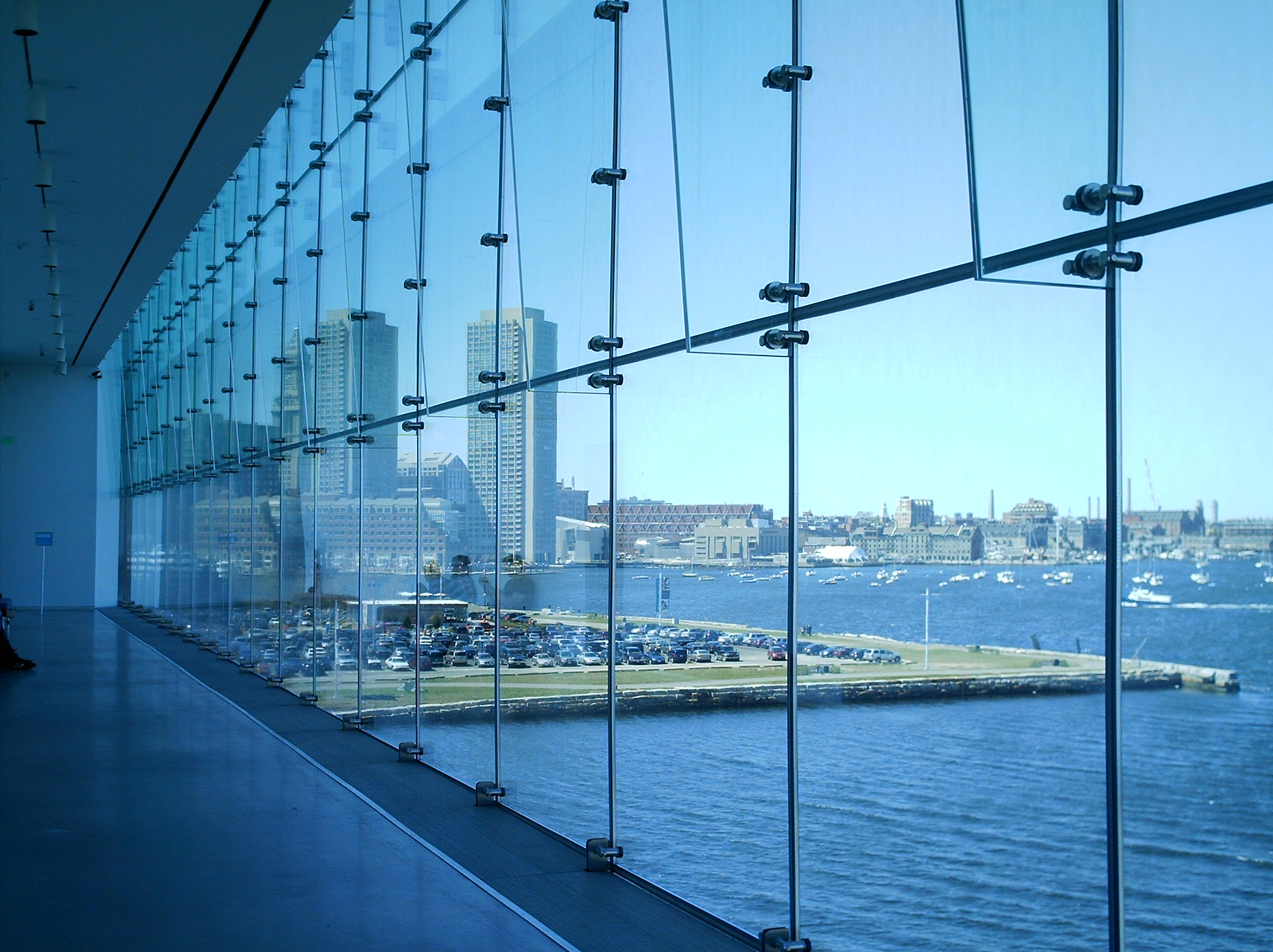
Gläserne Vorhangfassade

Fensterbau bezeichnet sowohl die Herstellung von Fenstern und Fensteranlagen als auch das entsprechende Geschäftsfeld. Viele Hersteller von Fenstern fertigen auch Haustüren und Haustüranlagen, manche auch Vorhangfassaden.
Der Fensterbau überschneidet sich teilweise mit dem Glaserhandwerk. Je nach verwendetem Rahmenmaterial liegen die Wurzeln im Metallbau, in der Kunststofftechnik oder im Tischlerhandwerk. Von Relevanz ist zusätzlich die Dichtungs- und Montagetechnik sowie die Elektrotechnik, sofern automatische Schließ- und Sicherungssysteme, Rollläden, Sonnenschutz-, Lüftungs- oder Photovoltaikanlagen integriert werden.
Profile für Holzfenster werden aus Kanteln gefräst. Kunststoff- und Metallfenster werden aus vorgefertigten Profilen nach Maß oder in Serie hergestellt. Tür- und Fensteranlagen sowie Vorhangfassaden bestehen oft aus Pfosten-Riegel-Tragsystemen und enthalten teilweise auch andere Füllungen als Glas.

## Konstruktion
Ein Nachweis der Standsicherheit ist nur für Haupttragglieder sinnvoll. Bei Fassadenelementen mit mehr als 9 m² Fläche müssen Pfosten und Riegel statisch nachgewiesen werden.
Die Durchbiegung des Isolierglases im Bereich des Randverbunds sollte nach den Technischen Regeln für die Verwendung von linienförmigen Verglasungen (TRLV) des DIBT nicht mehr als 8 mm betragen und wird inzwischen durch die DIN 18008-2 auf 15 mm begrenzt. Für Fassaden gilt nach EN 13830, Abschnitt 4, zusätzlich zur Durchbiegung von 15 mm die allgemeine Begrenzung auf l/200 der Elementlänge l.

## Systeme
Grundsätzlich ist bei allen Fenstersystemen eines gleich: Sie bestehen aus Profilen für Rahmen und Flügel, einer Füllung sowie einer Reihe von Beschlägen und Bauteilen für die technischen Funktionen. Balkontüren werden heute meist mit Standardfensterprofilen gefertigt; bei Haustüren sind die verwendeten Profile nur unwesentlich anders. Die Montage ist mit Ausnahme von größeren Pfosten-Riegel-Systemen (wie beispielsweise bei Schaufensteranlagen oder Vorhangfassaden) bei allen Fenstersystemen gleich. Der Fensterrahmen wird in die vorbereitete Maueröffnung eingesetzt, verdübelt, ausgeschäumt und abgedichtet. Danach werden die vorgefertigten Flügel inkl. Verglasung oder eine Festverglasung eingebaut. Die technischen Anforderungen beim Einbau besteht darin, ein Verziehen der Rahmen beim Verdübeln und Ausschäumen zu verhindern, eine dichte Verbindung zu den benachbarten Bauelementen herzustellen sowie den Wasserablauf, der vielfach auch durch das Innere der Profile erfolgt, zu gewährleisten. Maßgeblich sind hierbei die Forderungen der Gütegemeinschaft Fenster und Haustüren e. V., der sogenannten RAL-Montage.
Neben einer Reihe von Normen und Richtlinien für alle Aspekte des Fensterbaus vom Glas bis zum Schallschutz werden alle wesentlichen Anforderungen zu Fenster und Türen in der DIN-EN-14351 behandelt.

Im Folgenden wird wegen der unterschiedlichen Materialeigenschaften nach Rahmensystemen unterschieden.

## Holzfenster
Bei Holzfenstern bestehen die verwendeten Profile aus Holz, meist Vollholz, mit seinen guten statischen Eigenschaften. Der Nachteil von modernen Holzfenstern ist das Gewicht und die begrenzte Witterungsbeständigkeit. Eine Sonderform sind Holz-Aluminium-Fenster, deren tragende Holzprofile durch ein außenliegendes Aluminium-Deckprofil von 2 bis 3 Millimeter Stärke zusätzlich gegen Verwitterung geschützt sind.
Die DIN 68121-1 teilt den grundlegenden Verglasungsarten von Holzfenstern verschiedene Kürzel zu:

EV – Die Einfach-Verglasung von Fensterflügeln mit Einscheibenglas war bis Mitte des 20. Jahrhunderts üblich.

2 × EV – Zwei separate Einfach-Fenster, die als Kastenfenster in der Wandöffnung hintereinander angeordnet wurden, waren in höherwertigen Gebäuden seit der Gründerzeit üblich.

DV – Die Doppel-Verglasung aus zwei zusammengeschraubten Einzelflügeln, die jeweils ein Einscheibenglas tragen, wird Verbundfenster genannt. Dieses System verbreitete sich nach dem Zweiten Weltkrieg.

IV – Isolier-Verglasung oder Mehrscheibenglas wurde nach der Ölkrise in den 70er Jahren zum neuen Standard. Um die typischerweise 24 mm starken Isolierglasscheiben unterzubringen, mussten neue, breitere Rahmenprofile verwendet werden, die meist auch gleich mit einem umlaufenden Dichtungsprofil ausgestattet wurden.
Beim Einsatz von Mehrfach-Isolierverglasung ist es üblich, nach dem vorangestellten Kurzzeichen „IV“ die Nenndicke des Flügelprofils anzugeben. Übliche Profilstärken sind IV 58, IV 68, IV 78 bis IV 98. Beliebige Zwischenwerte kommen vor. Flügel- und Rahmenhölzer werden in der Regel in gleicher Stärke ausgeführt. Die Höhe des Profils wird oft hinter dem Schrägstrich angegeben, z. B. IV 68/60.
Eine Vielzahl von Details etwa zur Ausführung von Falz, Sprossen, Stulp, Verglasung und Wasserableitung sind in Teil 2 der Norm (DIN 68121-2) geregelt.
Traditionell wurden Fitschenbänder als Fensterbeschläge zum Öffnen des Flügels verwendet. Für einfach öffnende Dreh- oder Kippfenster kamen dann, wie bei modernen Türen, Einbohrbänder zum Einsatz. An Drehkippfenster wurden zunächst drei einfache Beschläge montiert, bei denen jeweils zwei Hebel umgelegt werden mussten, um von der Dreh- auf die Kippfunktion umzustellen. Heute werden fast ausschließlich komplexe Systeme verwendet, bei denen die Umstellung der Öffnungsarten vom Fenstergriff auszuführen ist, der auch den Flügel öffnet. Diese Beschlagsysteme werden in einer auf der Außenseite des Flügels umlaufenden Nut montiert, die ebenso wie der zugehörige Eurofalz als Euronut standardisiert wurde.
Die meisten Fensterbaubetriebe beziehen vorgefertigte verleimte Kanteln von spezialisierten Herstellern, die Erfahrung in der Auswahl geeigneter Holzqualitäten haben und über Maschinen zur Keilverzinkung verfügen, um endlose Holzleisten bei geringen Abfallmengen zu fertigen. Durch mehrschichtige Verleimung und mechanische Trocknung des Holzes wird eine weitgehende Riss- und Verzugsfreiheit der Kanteln erreicht.
Bei Fenstern in exponierter Lage, etwa an der Wetterseite des Gebäudes, sollten Kanteln mit „durchgehender Decklage“ gewählt werden, bei denen keilverzinkte Hölzer nur für die inneren Lagen der Leimholzprofile verwendet werden. Schäden in der Beschichtung der fertigen Fenster aufgrund wechselnder Belastung durch Sonneneinstrahlung und Schlagregen treten erfahrungsgemäß zuerst an Stellen der Keilverzinkung auf (sowie an Fugen und den waagerechten Holzflächen im unteren Bereich des Fensters).
Zur Vermeidung von Schäden an Holzfenstern haben Herstellerverbände und Institute wie der Verband der Fenster- und Fassadenhersteller e. V., das Institut für Fenstertechnik (ift) Rosenheim, das Institut des Glaserhandwerks für Verglasungstechnik und Fensterbau, der Bundesverband Holz und Kunststoff (BHKH), Berlin und die RAL-Gütegemeinschaft Fenster und Haustüren e. V. eine Vielzahl von Richtlinien erstellt.

### Imprägnierung und Beschichtung
Beschichtungen für Fenster und Außentüren werden in der Tabelle B.1 des BFS-Merkblatts Nr. 18 zusammengefasst.
Vorgesehene Trockenschichtdicken der Beschichtungen führt die Tabelle 5 des VFF Merkblatts HO.01 auf.
Beim nachträglichen Auftrag einer Beschichtung auf dem Fensterprofil sollte der Verglasungs-Dichtstoff nach Angabe der DIN 18545-3 nur um ca. 1 mm überstrichen werden.
Kombinationen von Dichtstoff und Beschichtung sind allgemein nach DIN 52452-4 „A 3“ (Tabelle 6) zu beurteilen.
Bis in die 1950er Jahre wurden Holzfenster vor allem mit rohem Leinöl grundiert und mit Leinölfarbe gestrichen, um das Holz vor Witterungseinflüssen zu schützen. Moderne Beschichtungssysteme reduzieren zwar den früher üblichen Wartungsaufwand, verkürzen aber häufig die Haltbarkeit und Lebensdauer heutiger Fenster erheblich, da die Imprägnierung weniger tief einzieht als rohes Leinöl und die Beschichtung so leichter von Feuchtigkeit unterwandert werden kann, sobald sich durch UV-Belastung, Wärmespannungen oder hohe Feuchtebelastung (der Fensterinnenseite) feine Risse bilden.
Sonnenlicht bewirkt den Abbau des Lignin, was an einer Vergrauung der Holzoberfläche zu erkennen ist. Vor dem Auftrag einer Beschichtung muss eine vergraute Schicht abgeschliffen werden. Um die Holzoberfläche vor UV-Strahlung zu schützen, sind Lasuren und Lacke immer mit einer Pigmentierung zu versehen.
Zur Vermeidung der Kantenflucht sieht die DIN 68121 vor, sämtliche Kanten mit einem Radius von wenigstens 2 mm abzurunden. Beschichtungen, die eine hohe Spannung aufbauen, neigen zudem dazu, an scharfen Kanten abzuplatzen. Früher war insbesondere auf der Innenseite der Fenster eine Profilierung der Fensterprofile üblich, welche die Kanten „entschärfte“. Beim Zusammenfügen der Flügelhölzer in Form einer 45°-Gehrung läuft die Profilierung am Gehrungsschnitt aus. Läuft hingegen das waagerechte oder senkrechte Flügelprofil gerade bis zur Außenkante durch, so ergibt sich beim Zusammenfügen der Hölzer an den Schnittkanten von Flügel und Rahmen eine V-förmige Fuge, sofern beim Fräsen der Profile die Kanten bereits gerundet wurden. Diese Fuge kann als optisch störend wahrgenommen werden und den Eintritt von Wasser ins Holz erleichtern. Auch wenn die Fuge mit Kitt oder Dichtmasse geschlossen wird, können an dieser Stelle nach längeren Zeiträumen durch den Materialwechsel Schäden an der Beschichtung des Fensters auftreten. Auch zum Angleich an historische Fenster werden für denkmalgeschützte Gebäude oft Fenster mit sogenannten geschlossenen Brüstungsfugen gefordert. Der Fensterbauer muss die Kantenrundungen dann nachträglich mit der Oberfräse herstellen.
Zumindest bei Nadelhölzern sollte eine Versiegelung der Schnittkanten vor dem Verleimen der Rahmen vorgenommen werden. Speziell für Kiefernholz wird der Auftrag von Fugensiegel auf die äußeren Brüstungsfugen (sichtbare Stoßfugen der Flügel- und Rahmenhölzer) nach Fertigstellung von Flügel und Rahmen empfohlen.
Das ift Rosenheim veröffentlicht eine Tabelle „Anstrichgruppen für Fenster und Außentüren“, nach der sich entsprechend der zu erwartenden Bewitterung und der vorgesehenen Holzart und Beschichtung (Lack oder Lasur; hell oder dunkel) des Fensters ein geeignetes Beschichtungssystem ermitteln lässt. Hierdurch lassen sich viele Schäden schon im Ansatz vermeiden. Eine vereinfachtes Schema enthält der „Anstrich-Check“ des Bundesverbands ProHolzfenster.
Generell wird ein dreischichtiger Aufbau empfohlen, wobei eine vorausgegangene Imprägnierung nicht mitgezählt wird, da diese keinen Film auf der Holzoberfläche ausbildet.
Der Verband der deutschen Lack- und Druckfarbenindustrie (VdL) veröffentlicht Richtlinien zur Prüfung von Anstrichsystemen und Bewertung von Schäden.

### Holzarten
Traditionell wird zum Fensterbau häufig Kiefernholz eingesetzt, das durch seinen Harzanteil eine etwas bessere Witterungsbeständigkeit als Fichten- oder Tannenholz aufweist. Hochwertigere Holzfenster wurden aus Eichenholz hergestellt. Zwischenzeitlich hatte sich insbesondere Meranti stark durchgesetzt. Aufgrund der Tropenholzproblematik wird vermehrt nach Alternativen gesucht. Es bieten sich chemisch oder thermisch modifizierte Hölzer ebenso an wie europäisches oder amerikanische Plantagenholz. So wird etwa Robinie in Osteuropa und Eukalyptus in Galizien angebaut.
Holz der Dauerhaftigkeitsklasse 5 sollte für Fenster in bewitterten Bereichen generell nicht verwendet werden. Splintholz wird ebenfalls der Dauerhaftigkeitsklasse 5 zugeordnet.

### Fugenabdichtung
Dichtstoff und Oberflächenbeschichtung müssen eine gute Haftung untereinander sowie am Holz entwickeln.
Flüssig eingebrachte Dichtstoffe sollen grundsätzlich nicht an rohes unbehandeltes Holz grenzen, da eine dauerhafte Verbindung in der Regel nicht möglich ist. Gegebenenfalls kann ein Primer als Haftvermittler verwendet werden.
Bei Oberflächenbehandlungen mit Wachs und Ölen kann es ebenfalls zu Haftungsproblemen kommen. Traditioneller Leinölkitt ist mit geölten Oberflächen in der Regel verträglich. Leinölkitt kann hingegen mit der bei VSG-Glas eingesetzten Folien sowie mit dem Randverbund von Isolierglasscheiben unverträglich sein.
Mindestanforderungen an spritzbare Dichtstoffe ergeben sich aus DIN EN 15651 Teil 1 Dichtstoffe für Fassadenelemente sowie Teil 2 Fugendichtstoffe für Verglasungen.
Das IVD-Merkblatt 10 Glasabdichtung am Holzfenster mit spritzbaren Dichtstoffen beschreibt die Verwendung von Fugendichtstoffen und ergänzt bestehende Normen und technische Regelwerke.
Das Merkblatt beschäftigt sich mit der Beanspruchung der bewitterten Außenseite sowie auch der Raumseite, wobei davon ausgegangen wird, dass die Verglasung raumseitig von Glashalteleisten fixiert wird.
Zwei Varianten zur Abdichtung der Scheiben mit flüssigem Dichtstoff entsprechen den anerkannten Regeln der Technik. Die Dichtstoffauswahl erfolgt jeweils nach der DIN 18545-2. Die Oberfläche des Dichtstoffs ist jeweils so auszubilden, dass Wasser vom Glas weg ablaufen kann.
Verglasung mit Vorlegeband nach DIN 18545-1 und -3, entsprechend VOB – DIN 18361 Verglasungsarbeiten
In den Spalt zwischen Glasscheibe und Anschlag wird eine Vorlegeband eingelegt, bevor der Dichtstoff eingebracht wird. Die Oberfläche des Dichtstoffs sollte um ca. 15° geneigt ausgebildet werden.
Der Dichtstoff wird nach Beanspruchungsgruppe laut ift-Tabelle unter Berücksichtigung des Verglasungssystems nach DIN 18545-3 und Dichtstoffgruppe/-klasse nach DIN 18545-2 ausgewählt.
Verglasung ohne Vorlegeband nach ift-Richtlinie „Verglasung von Holzfenstern ohne Vorlegeband“
Zum Einbringen des Dichtstoffs wird beidseitig des Glases eine Nut von ca. 5 mm Tiefe und mindestens 4 mm Breite vorgesehen. Die Oberfläche des Dichtstoffs soll geneigt ausgebildet werden und am Glas soll sie ca. 3 mm höher liegen als am Profil bzw. an der Halteleiste.
Außerhalb der Nut für den Dichtstoff soll ein Luftspalt von ca. 0,5 mm Breite zwischen Glas und Anschlag verbleiben, damit die Scheibe beim Befestigen der Glashalteleiste nicht geklemmt wird. Für Scheibengrößen bis 6 m² und Kantenlängen bis 5 m geeignet.
Aufgrund der sich ergebenden Dreiflächenhaftung soll ein Dichtstoff der Dichtstoffgruppe E nach DIN 18545-2 gewählt und der Anwendungsfall mit dem Dichtstoffhersteller abgestimmt werden.

### Nachbau historischer Holzfenster
Zur Verwendung in historischen Gebäuden bieten viele Hersteller Fenster aus laufender Produktion mit besonders schmalen Profilen an. Diese werden oft als „historisierend“ oder als „Denkmalschutz-“ oder „Stilfenster“ bezeichnet. Die Hersteller verwenden hier jeweils ihre eigenen Profile im Breitenstandard von IV 58, IV 68 oder IV 78, die in verschiedenen Punkten voneinander abweichen:
- Breite des Blendrahmens.
- Die Ansichtsbreite des Flügelprofils variiert meist nur leicht. Stärke Abweichungen gibt es in den Breiten des Bereichs um Stulp und Kämpfer.
- In der Ausführung des Wetterschenkels gibt es eine große Variationsbreite.
- Anzahl, Art und Position der Dichtungsprofile.
- Die Glasleisten werden gelegentlich nur unprofiliert angeboten. In anderen Fällen kann aus mehreren Varianten gewählt werden.
- Selten kann die Profilierung der Kanten von Flügel- und Rahmenprofilen sowie von Glasleisten und Sprossen frei gewählt werden, obwohl diese das optische Erscheinungsbild entscheidend bestimmen.
- Die Gestaltung der aufgesetzten Stulp- und Kämpferprofile ist meist aus einigen Varianten oder frei wählbar.
- Unterschiedliche Wahlmöglichkeiten zu Beschlägen, Verglasungsarten, Beschichtungen, Holzarten und Verarbeitungsqualität der Kanteln.

Zur Bestellung werden das maximale Außenmaß des Blendrahmens (z. B. Rohbaumaß der Fensteröffnung) und die Aufteilung der Fensterelemente sowie der Sprossenanordnung mit den zugehörigen Achsmaßen (Mittenmaße der Profile in der Ansicht in Bezug zum Blendrahmen) benötigt. Hieraus kann der Hersteller die sonstigen Maße entsprechend der von ihm verwendeten Profile herleiten. Wenn historische Fenster nachzufertigen sind, sollten zur Kontrolle entweder die Maße der lichten Weite der Öffnungen im Blendrahmen und die Ansichtsbreite der Flügelprofile oder die Maße der lichten Weite der einzelnen Glasflächen aufgenommen werden. Oft ergeben sich größere Abweichungen, denn auch sehr schmale Standardprofile können sich den Maßen der historischen Fenster nur annähern. Ein genauer Vergleich ist ratsam. Abweichungen von den Standardprofilen sind meist nur in der Breite des Blendrahmens möglich.
Eine genaue Kopie eines historischen Fensters ist nur mit detailliertem Aufmaß und handwerklicher Anfertigung möglich.
Typische Ausführung eines Kastenfensters in der Gründerzeit im Vergleich mit einem modernen Fenster in denkmalgerechter Ausführung:
- Die äußere Ansichtsbreite des Flügelprofils betrug 20–35 mm zuzüglich bis zu 10 mm für die Kittfase. Moderne Fenster kommen oft mit 19 mm aus.
  - Die innere Ansichtsbreite des Flügels moderner Fenster beträgt inklusive der Glasleiste meist 54 bis 60 mm. Bei Einsatz von Dreifachverglasung erhöht sich die Breite des Flügelprofils in der Regel um 3 bis 5 mm.
  - Die Glasscheiben historischer Fenster wurden von außen mit Leinölkitt zugleich eingedichtet und eingeklebt. Die Innenansicht des Flügels war zur Glasscheibe hin mit einem Karniesprofil versehen, das übergangslos in die vordere Ansichtsfläche überging. Heutige Isolierglasscheiben werden gewöhnlich von innen mit einer Glasleiste im Flügel befestigt (und anschließend von außen mit Silikon eingedichtet). Da sowohl die Kanten der Glasleiste wie des Fensterflügels bei der Fertigung im Automaten angefast werden, ergibt sich bei bündigem Abschluss der Glasleite zum Flügel zwischen beiden eine Nut, die das Erscheinungsbild gegenüber historischen Fenstern deutlich verändert, auch wenn die Glasleiste mit einer Profilierung versehen wurde (Karniesfräsung oder Leipziger Hobel). Oft sind nur handwerklich arbeitende, kleine Betriebe willens, auf die Abrundung der Kanten zu verzichten. Alternativ kann eine breitere Glasleiste vorgesehen werden, die um die Kante des Flügelholzes herumgeführt wird. Das Ergebnis weicht jedoch meist ebenso deutlich von der historischen Ansicht ab.
  - Die Wetterschutzschiene aus Kunststoff oder Aluminium wird bei historisierenden Fenstern üblicherweise weggelassen und durch den traditionellen Wetterschenkel ersetzt. Oder ein Wetterschenkel wird der Schiene zumindest vorgeblendet.[22]
  - Moderne Multifunktions-Beschläge werden in eine sogenannte Euro-Nut eingelassen, die von außen um das Flügelprofil herumläuft. Schmale Fensterprofile werden durch diese Nut deutlich geschwächt. Teilweise wird dies durch eine Verbreiterung der Profile in der Tiefe ausgeglichen (z. B. IV 68 und IV 78 statt IV 58). Besonders bei kleinen Fensterformaten wirken die in der Tiefe verbreiterten Flügelprofile oft überdimensioniert. Die Verriegelung des Flügels erfolgt durch bewegliche Zapfen, die sich hinter Schließbleche schieben, die in den zugehörigen Euro-Falz geschraubt werden. Durch die Beschränkung auf jeweils nur die Dreh- oder nur die Kippfunktion können Euro-Nut und -Falz entfallen. Dadurch lassen sich u. a. Kämpfer-Ansichtsbreiten von etwa 130 mm realisieren, die den historischen Fenstern näherkommen. Der Verschluss des Fensters wird dann über Espagnoletten- oder Schubstangenverschlüsse ausgeführt.
  - Eine Schwächung des Flügelrahmens kann auch vermieden werden, indem die heute üblichen Dichtprofile im Rahmenholz statt im Flügelprofil eingenutet werden. Moderne Fenster mit schmalen Ansichtsbreiten werden mit ein bis drei Dichtprofilen angeboten. Durch die zusätzlichen Dichtprofile lässt sich der Dämmwert des Fensters (geringfügig) erhöhen. Von Vorteil ist ein möglichst weit innen am Flügel sitzendes Dichtprofil in Räumen mit erhöhter Luftfeuchtigkeit, um Tauwasserbildung im Falz zwischen Flügel und Rahmen zu vermeiden.
- Breite des Blendrahmens 55 mm.[23] Moderne Fenster haben 55–75 mm breite Blendrahmen.[24] Das untere Rahmenholz wird oft außen (oder beidseitig) mit Falz und Tropfnase versehen, um den Wasserablauf auf die Fensterbank zu verbessern (Sohlbankfalz, Fensterbanknut oder -anschlußfräsung).[25]
- Die Kanten von Flügel- und Rahmenprofilen wurden auf der Außenseite historischer Fenster meist nur leicht gebrochen, oft kaum wahrnehmbar. Lediglich die horizontalen Kanten von Flügel und Wetterschenkel, die durch Sonneneinstrahlung und ablaufendes Regenwasser am meisten beansprucht werden, wurden deutlich abgerundet. Da heutige Beschichtungssysteme eine höhere Spannung aufbauen als (Lein-)Öllacke, fordert die DIN das Abrunden sämtlicher Kanten, um das Aufplatzen der Farbe an den Kanten zu vermeiden. Auf der Innenseite der Fenster ist dies weniger relevant, wird dennoch fast durchgängig durchgeführt.
- Sprossen wurden früher immer glasteilend ausgeführt. Die äußere Ansichtsbreite betrug oft nur 8 mm. Dazu kam jedoch beiderseits noch einmal ebenso viel für die Kittfase. Heute werden die sogenannten Wiener Sprossen beiderseits auf das Glas aufgeklebt und der Zwischenraum des Isolierglases wird mit einer Leiste ausgefüllt, die optisch dem Scheibenverbund entspricht. Üblich sind Breiten von 20 bis 30 mm.
- Die Breite des Kämpferholzes betrug früher oft 40 bis 50 mm, sodass sich zusammen mit oberem und unterem Flügel außen eine gesamte Ansichtsbreite ab etwa 110 mm ergab. Bei modernen Fenstern lassen sich selten weniger als 127 mm erreichen. Bei Dreh-Kipp-Beschlägen oder Kippfunktion des Oberlichts oder Verwendung von Dreifach-Verglasung erhöht sich der Wert oft auf 145 mm.
- Das Oberlicht wurde früher häufig mit zierlichen Kipp-Beschlägen (Fitschenbändern oder Scharnieren) ausgestattet oder der untere Falz wurde so gestaltet, dass der obere Flügel über das Kämpferholz gekippt werden konnte, ohne abzurutschen. Die Feststellung und Kippsicherung geschah über sogenannte Fensterscheren und die Verriegelung über Vorreiber.
- Der Stulpbereich von zweiflügeligen Fenstern inklusive der Flügelprofile ist bei modernen Fenstern außen für gewöhnlich 84 bis 94 mm breit.

Zwei Rahmenprofile unterscheiden sich in der Ansicht und der Anzahl der Luftkammern, das dritte Profil trägt 3-fach-Wärmedämmglas und hat einen verbesserten Dämmwert. Das tragende Stahlprofil ist rötlich gefärbt. Die Verklotzung ist blau und die im Querschnitt keilförmige Einlage auf der schräg abfallenden Entwässerungsrinne rot dargestellt.

## Kunststofffenster
Kunststofffenster bestehen aus einem stranggepressten Kunststoffprofil, meist aus PVC, in das aus statischen Gründen fast immer ein Stahlkantrohr, ein stählernes U-Profil oder ein L-Profil eingearbeitet wird. Ohne diese Armierung ist die Steifigkeit relativ gering und damit die Flügelweite des Fensters begrenzt. Früher waren Dreikammerprofile mit einer Fensterrahmen-Bautiefe von 50 mm verbreitet; heute (2015) verkaufte Fenster haben oft Fünfkammerprofile und 70 mm Rahmen-Bautiefe. Letztere haben einen besseren Wärmedurchlasswiderstand und können auch Dreifachglas-Scheiben aufnehmen. Um die Anforderungen der „EnEV 2014“ an Fenster in Neubauten zu erfüllen, sind Rahmentiefen von über 70 mm erforderlich.

## Metallfenster
Damit aus Metall bestehende Rahmen- und Flügelprofile von Isolierglas-Fenstern keine Wärmebrücke gegenüber der Verglasung bilden, werden heute Metall-Kunststoff-Verbundprofile nach DIN EN 14024 Metallprofile mit thermischer Trennung – Mechanisches Leistungsverhalten – Anforderungen, Nachweis und Prüfungen für die Beurteilung verwendet. Die Innen- und Außenseite der Metallprofile werden durch einen Kunststoffeinsatz thermisch getrennt. Dadurch verbessert sich der Wärmedurchgangswiderstand drastisch.
Statt eines einzelnen Hohlkammerprofils werden getrennte Innen- und Außenprofile verwendet, die durch einen Einsatz aus Kunststoff miteinander verbunden werden.
Meist werden beide Profile jeweils mit einer ca. 3 mm breiten Nut gefertigt, in die ein Kunststoff-Streifen eingeschoben und anschließend durch Einrollen (in einer Rändelmaschine) in der Nut verklemmt wird. Der Streifen besteht aus Polyamid mit ca. 25 % Glasfaseranteil, PPO oder ABS. Alternativ kann die Verbindung zwischen Innen- und Außenprofil auch durch Polyurethan-Schaum oder ein ähnliches Material hergestellt werden.
Aluminiumfenster sind witterungsbeständig und bestehen aus stranggepressten Aluminiumprofilen.
Stahlfenster bestehen aus gewalzten Stahlprofilen, die sehr filigran aufgeführt werden können. und kommen neben gestalterischen Gründen zum Einsatz, wenn besondere Anforderungen an die statische Belastbarkeit erfüllt werden müssen.

## Fassaden
Es gibt Vorhangfassaden oder Fensteranlagen aus einem Pfosten-Riegel-System. Pfosten – in der Regel aus Aluminium oder Stahl – werden an den Decken befestigt und mit Querriegeln zu einem Raster verbunden. In die Felder werden Verglasungen, geschlossene Füllungen oder Fensterflügel eingesetzt. Man kann auch komplett vorgefertigte über mehrere Geschosse reichende Elemente montieren.

## Verglasung
Glasscheiben sind so zu befestigen, dass sie jedem auftretenden Winddruck standhalten.
Heute werden die in den Glasfalz eingesetzten Scheiben meist durch Glashalteleisten oder Verklebung befestigt.
Bei erhöhten Ansprüchen an Dichtigkeit und Schutz vor dem Eindringen von feuchter Luft werden Glashalteleisten neben der Abdichtung zur Glasscheibe hin gegebenenfalls auch gegenüber Flügel- bzw. Rahmenprofil abgedichtet.
Früher wurden auch kleine Glaserdreiecke zum Fixieren und Fensterkitt (Leinölkitt) zum Abdichten und Verkleben verwendet.
Als Standard wird heute zwei- oder dreifaches Mehrscheibenisolierglas (MIG) verwendet. Vakuumisolierglas (VIG) ermöglicht eine besonders flache und leichte Verglasung, die auch in sehr schlanke Fensterprofile sowie in historische Fensterflügel eingesetzt werden kann.

### Glasfalz
Glasfalzhöhe = Glaseinstand (Glasfalzanschlag) + Falzluft
Glasfalzhöhe bezeichnet die Gesamthöhe der vertikalen Kante des Glasfalzes, an der die Glasscheibe seitlich angeschlagen wird. Da die Glasscheibe fast nie bis zum Falzgrund reicht, verbleibt zwischen diesem und dem Rand der Glasscheibe ein Abstand, der als Falzluft bezeichnet wird.
Glaseinstand bezeichnet den Bereich des Randes der Glasscheibe, der auf der einen Seite vom Rahmenprofil und auf der anderen Seite von Glashalteleiste oder Fensterkitt überdeckt wird. Wichtig ist die Einhaltung der Überdeckungsbreite bei Mehrscheibenisolierglas, da der Randverbund meist nicht UV-beständig ist. Insbesondere bei kleinformatiger Verglasung wird zudem der Wärmedämmwert Uw von Mehrscheiben- und Vakuumisolierglas stark vom Wärmedurchgang am Randverbund beeinflusst, da der Randverbund eine Wärmebrücke darstellt, deren Auswirkung sich bei größerem Glaseinstand verringert.
Falzluft bezeichnet die Fuge zwischen dem Falzgrund und der Glasscheibe, die nach den Verglasungsrichtlinien der Nachkriegszeit ungefähr 1/3 der Höhe der Glasfalzhöhe ausmachen soll (mind. 5 mm) und der Höhe der verwendeten Glasklötze entspricht.
Gesamtfalzbreite = Glasfalzbreite + Auflagebreite der Glasleiste (oder des Fensterkitts)
Die Gesamtfalzbreite ist die Breite der Fläche, an der die Klötze sowie die Glasleiste bzw. der Fensterkitt anliegen.
Die Glasfalzbreite entspricht der Breite der eingesetzten Glasscheibe.
Traditionell ist der Falz breiter als die Glasscheibe, da er zugleich als Auflagefläche für Kittfuge oder Glasleiste dient. Bei modernen Verglasungselementen werden Dichtungsprofile und Halteleisten häufig auch von außen auf das Rahmenprofil geschraubt, sodass die Verglasung bündig mit dem Profil abschließen kann und keine Auflagefläche mehr benötigt wird.
Die Glasfalzhöhe, also der seitliche Anschlag der Verglasung, soll nach DIN 18545-1 bei einer Seitenlänge der Glasscheibe von weniger als 500 mm mindestens 11 mm betragen.
Der Glaseinstand, also die von der Glasscheibe ausgefüllte Bereich, soll 2/3 der gesamten Glasfalzhöhe betragen. Das restliche 1/3 verbleibt für die Stütz-Klötze der Scheibe sowie die Belüftung des Falzbereichs.

### Lagerung der Verglasung und Dampfdruckausgleich
Traditionell wurden Fensterscheiben durch Klotzung im Glasfalz des Flügels bzw. des Rahmenelements abgestützt, siehe auch Technische Richtlinien des Glaserhandwerks Nr. 3.
Zur Lastabtragung des Scheibengewichtes und Lagesicherung der Scheibe werden im einfachsten Fall zwei Klötze aus Kunststoff (früher auch Hartholz) unter die Kante der Scheibe gelegt und zwei weitere im oberen Bereich der seitlichen Kanten der Scheibe im Falz befestigt.
Mit Ausnahme von Kipp-Fensterflügeln werden die Klötze je nach Öffnungsart des Flügels jedoch unterschiedlich angeordnet.
Damit bei sinkenden Temperaturen keine Luft und Feuchtigkeit in den Glasfalz eingesogen wird, ist der freie Falzraum zum Druckausgleich (Dampfdruckausgleich) mit der Außenluft zu verbinden, indem beispielsweise jeweils eine 8-mm-Bohrung in allen vier Ecken vorgesehen wird.
Wenn eine Bohrung am tiefsten Punkt des Glasfalzes angeordnet wird, kann sie zugleich dem Ablauf von unplanmäßig in den Falzbereich eingedrungenem Wasser diesen.
Verglasungsklötze sind ausreichend groß zu wählen, gegen Verrutschen zu sichern und sie dürfen nicht verhindern, dass Luft und gegebenenfalls Kondensat im Falzbereich zirkuliert.

### Glashalteleisten
Nach DIN 18545-1 sollen Holzleisten zur Befestigung der Verglasung mindestens auf einer Breite von 12 mm am Flügelprofil anliegen bzw. bei genagelten Leisten auf 14 mm.

### Dichtstoffe
Fugendichtstoffe für Verglasungen werden nach DIN EN 15651-2 eingestuft und ausgewählt.
Die Norm bezeichnet sie als Typ G und teilt sie ein in die Klassen 20LM und 25LM (Low Modulus, niedriger Dehnspannungswert) sowie 20HM und 25HM (High Modulus, hoher Dehnspannungswert). Die Ziffern 20 und 25 stehen für eine zulässige Gesamtverformung von 20 bzw. 25 % gegenüber dem Ausgangszustand.
Da an Fenstern hohe Temperaturunterschiede auftreten können, empfiehlt der Industrieverband Dichtstoffe (IVD) nur Dichtstoffe der Klassen 25LM und 25HM zu verwenden.
Bis eine Harmonisierung erfolgt, stellen weiterhin die deutsche DIN 18545 und die internationale DIN EN ISO 11600 Anforderungen an Verglasungsdichtstoffe und teilen diese in Dichtstoffklassen ein.
Dichtstoffe sollten nach DIN EN ISO 11600-G (G = Verglasungsdichtstoffe) geprüft sein.
Bei VOB-Verträgen wurden als Regelausführung nach ATV DIN 18361 Verglasungsarbeiten Dichtstoffe nach DIN 18545-2 verwendet.
Selbstreinigendes Glas mit Titandioxid-Beschichtung kann nicht mit Silikon abgedichtet werden. In diesem Fall werden meist Dichtstoffe auf Basis von Hybridpolymeren (Silanterminierten Polymeren; STP) verwendet, die vom Dichtstoffhersteller und vom Glashersteller für den Einsatzzweck freigegeben werden sein sollten.

## Wirtschaftliche Bedeutung
Der Wirtschaftszweig Fensterbau teilt sich in drei Ebenen mit unterschiedlichen Protagonisten. Zum einen gibt es teilweise sehr große industrielle Unternehmen, die Fensterprofile herstellen. Die bekanntesten sind neben anderen Schüco oder VEKA. In der nächsten Ebene befindet sich eine Vielzahl von mittelständischen Unternehmen, die entweder Fenster aus den Fertigprofilen der bekannten Hersteller fertigen oder beispielsweise als Tischlereibetrieb auch alle Rahmenkomponenten selber herstellen. Für die Montage vor Ort kommen häufig noch kleinere spezialisierte Montagefirmen oder Ich-AGs als Subunternehmen zum Einsatz. Daneben gibt es eine Reihe von Zulieferern für die Fensterindustrie, die Beschläge, Gläser oder Dichtungen herstellen. Unternehmen aus dem Bereich Fensterbau gehören zur IHK und sind in unterschiedlichen Verbänden organisiert.
Laut einer Studie des VFF (Verband Fenster + Fassade) aus dem Jahr 2011 gibt es in der deutschen Fenster- und Fassadenbranche inklusive aller nachgelagerten Industriezweige rund 58.000 Betriebe mit ca. 300.000 Mitarbeitern. Sie erwirtschaften pro Jahr insgesamt rund 34 Milliarden Euro.

## Historische Entwicklung
Im Zuge der immer komplexer werdenden Anforderungen an Fenster und der damit notwendig werdenden Spezialisierung entwickelte sich der Fensterbau ab ca. 1950 vor allem mit Einführung von Kunststoffen als Fensterrahmen-Material aus Teilbereichen des Glaser- und Tischlerhandwerkes zu einem eigenständigen Geschäftsfeld.

## Berufsbild Fensterbauer im deutschsprachigen Raum
In Deutschland ist Fenster- oder Glasfassadenbauer ein anerkannter Lehrberuf mit drei Jahren Lehrzeit. Die Ausbildung endet mit der Gesellenprüfung, die vor der Handwerkskammer abgelegt wird. Eine Meisterprüfung ist nach sechsjähriger Gesellenzeit möglich. Seit 2006 gibt es zusätzlich den Ausbildungsberuf des Kunststofffensterbauers.
In Österreich ist eine vergleichbare Ausbildung die des Glasbautechnikers mit drei bis vier Jahren Lehrzeit.
In der Schweiz erfolgt die Ausbildung zum/r Schreiner/in (EFZ) Schwerpunkt Bau/Fenster sowie als Weiterbildung oder Zusatzqualifikation durch den Schweizerischen Fachverband Fenster- und Fassadenbranche (FFF) zum/r Fensterbauer/in mit den Schwerpunkten „Avor“, „Produktion“ und „Montage“.
Neben den genannten ermöglichen eine ganze Reihe anderer Ausbildungsberufe eine Beschäftigung im Fensterbau.
Die Planung leisten Architekten, Bauingenieure sowie spezialisierte Fachplaner.

## Messe
Die Fensterbau Frontale in der Messe Nürnberg ist die weltgrößte Branchenmesse für den Fensterbau.